# 이와타촌 (오카야마현)
후쿠타니촌(일본어: 岩田村)은 일본 오카야마현 기비군에 있던 촌이다. 현재의 오카야마시 기타구 일부에 해당한다.

## 역사
- 1889년 6월 1일 - 시정촌 시행에 의해 가야군 이와타촌이 발족하였다.
- 1900년 4월 1일 - 군의 통합에 의해 기비군에 소속되었다.
- 1956년 3월 31일 - 아시모리정, 히지카이촌, 오이촌, 히지카이촌, 후쿠타니촌과 합병해 새로운 아시모리정이 신설하여 폐지되었다.

## 참고문헌
- 角川日本地名大辞典 33 岡山県
- 『市町村名変遷辞典』東京堂出版、1990年。